# Vevčice
Vevčice település Csehországban, a Znojmói járásban. Vevčice Hluboké Mašůvky, Běhařovice, Jevišovice, Rudlice, Černín és Bojanovice településekkel határos. Lakosainak száma 69 fő (2024. január 1.).

## Népesség
A település lakosságának változását az alábbi diagram mutatja:
| Lakosok száma | 200  | 230  | 236  | 166  | 135  | 74   | 70   | 71   | 67   | 69   |
|               | 1869 | 1900 | 1921 | 1961 | 1980 | 2011 | 2016 | 2019 | 2021 | 2024 |